# Campionat Europeu de Salts de 2013 – 3 metres trampolí femení
La prova dels 3 metres trampolí femení dels Campionat Europeu de Salts de 2013 es va disputar el dia 22 de juny amb una ronda preliminar i una ronda final.

## Resultats
La ronda preliminar es va disputar a les 09:00 i la final a les 14:30.
En verd els finalistes 
| Posició | Saltadora         | País          | Preliminar | Preliminar | Final     | Final   |
| Posició | Saltadora         | País          | Punts      | Posició    | Punts     | Posició |
| ------- | ----------------- | ------------- | ---------- | ---------- | --------- | ------- |
| 1       | Tina Punzel       | Alemanya      | 269.70     | 7          | 336.70    | 1       |
| 2       | Tania Cagnotto    | Itàlia        | 322.35     | 1          | 331.85    | 2       |
| 3       | Nadezhda Bazhina  | Rússia        | 318.35     | 2          | 326.10    | 3       |
| 4       | Maria Marconi     | Itàlia        | 261.75     | 10         | 314.50    | 4       |
| 5       | Hanna Pysmenska   | Ucraïna       | 246.00     | 12         | 301.95    | 5       |
| 6       | Olena Fedorova    | Ucraïna       | 282.30     | 5          | 288.35    | 6       |
| 7       | Hannah Starling   | Regne Unit    | 288.35     | 4          | 288.30    | 7       |
| 8       | Alicia Blagg      | Regne Unit    | 290.10     | 3          | 286.80    | 8       |
| 9       | Alena Khamulkina  | Belarús       | 271.70     | 6          | 249.80    | 9       |
| 10      | Sophie Somloi     | Àustria       | 268.65     | 8          | 227.35    | 10      |
| 11      | Inge Jansen       | Països Baixos | 264.80     | 9          | 213.70    | 11      |
| 12      | Taina Karvonen    | Finlàndia     | 248.45     | 11         | 204.40    | 12      |
| 16.5    | H09.5             |               |            |            | 00:55.635 | O       |
| 13      | Daniella Nero     | Suècia        | 244.00     | 13         |           |         |
| 14      | Flóra Gondos      | Hongria       | 239.90     | 14         |           |         |
| 15      | Tiia Kivela       | Finlàndia     | 223.50     | 15         |           |         |
| 16      | Kristina Ilinykh  | Rússia        | 214.25     | 16         |           |         |
| 17      | Ioulianna Banousi | Grècia        | 211.75     | 17         |           |         |
| 18      | Celine van Duijn  | Països Baixos | 202.30     | 18         |           |         |
| 19      | Patrycja Pyrzak   | Polònia       | 190.70     | 19         |           |         |
| 20      | Eleni Katsouli    | Grècia        | 169.65     | 20         |           |         |
| 21      | Friederike Freyer | Alemanya      | 161.85     | 21         |           |         |